# Championnats du monde juniors de natation 2013
Navigation
2011 2015
La 4e édition des Championnats du monde juniors de natation se déroule à Dubaï, Émirats arabes unis du 26 au 31 août 2013. La compétition est réservée aux filles âgées entre 15 et 17 ans, donc nées en 1996, 1997 ou 1998, et aux garçons âgés entre 16 et 18 ans, donc nés en 1995, 1996 ou 1997.

## Podiums

### Filles
| Épreuves               | Or                                                                                               | Argent                                                                            | Bronze                                                                                              |
| Nage libre             | Nage libre                                                                                       | Nage libre                                                                        | Nage libre                                                                                          |
| ---------------------- | ------------------------------------------------------------------------------------------------ | --------------------------------------------------------------------------------- | --------------------------------------------------------------------------------------------------- |
| 50 m                   | Rūta Meilutytė 25 s 10                                                                           | Rozaliya Nasretdinova 25 s 16                                                     | Siobhan Bernadette Haughey 25 s 38                                                                  |
| 100 m                  | Siobhan Bernadette Haughey 54 s 47                                                               | Rūta Meilutytė 54 s 94                                                            | Shayna Jack 55 s 23                                                                                 |
| 200 m                  | Diletta Carli 1 min 58 s 94                                                                      | Mariya Baklakova 1 min 59 s 51                                                    | Quinn Carrozza 1 min 59 69                                                                          |
| 400 m                  | Remy Fairweather 4 min 7 s 77                                                                    | Alanna Bowles 4 min 10 s 32                                                       | Quinn Carrozza 4 min 11 s 14                                                                        |
| 800 m                  | Alanna Bowles 8 min 32 s 68                                                                      | Becca Mann 8 min 37 s 85                                                          | Linda Caponi 8 min 38 s 60                                                                          |
| 1 500 m                | Becca Mann 16 min 23 s 89                                                                        | Linda Caponi 16 min 33 s 62                                                       | Isabella Rongione 16 min 35 s 28                                                                    |
| Dos                    |                                                                                                  |                                                                                   | |
| 50 m                   | Gabrielle Fa'Amausili 28 s 64                                                                    | Daria Ustinova 28 s 71                                                            | Clara Smiddy 28 s 86                                                                                |
| 100 m                  | Daria Ustinova 1 min 1 s 05                                                                      | Kathleen Baker 1 min 1 s 18                                                       | Jessica Fullalove 1 min 1 s 27                                                                      |
| 200 m                  | Kylie Stewart 2 min 9 s 74                                                                       | Kathleen Baker 2 min 10 s 68                                                      | Daria Ustinova 2 min 10 s 79                                                                        |
| Brasse                 |                                                                                                  |                                                                                   | |
| 50 m                   | Rūta Meilutytė 29 s 86                                                                           | Viktoriya Solntseva 31 s 34                                                       | Sophie Taylor 31 s 38                                                                               |
| 100 m                  | Rūta Meilutytė 1 min 6 s 61                                                                      | Sophie Taylor 1 min 7 s 36                                                        | Viktoriya Solntseva 1 min 7 s 53                                                                    |
| 200 m                  | Viktoriya Solntseva 2 min 23 s 12                                                                | Anastasiya Malyavina 2 min 27 s 46                                                | Silvia Guerra 2 min 27 s 51                                                                         |
| Papillon               |                                                                                                  |                                                                                   | |
| 50 m                   | Svetlana Chimrova 26 s 32                                                                        | Stephanie Whan 26 s 71                                                            | Lucie Svěcená 26 s 97                                                                               |
| 100 m                  | Svetlana Chimrova 58 s 34                                                                        | Liliana Szilagyi 58 s 78                                                          | Jemma Schlicht 59 s 08                                                                              |
| 200 m                  | Kathryn McLaughlin 2 min 8 s 72                                                                  | Liliana Szilagyi 2 min 9 s 46                                                     | Misuzu Yabu 2 min 10 s 76                                                                           |
| Quatre nages           |                                                                                                  |                                                                                   | |
| 200 m                  | Rūta Meilutytė 2 min 12 s 32                                                                     | Ella Eastin 2 min 13 s 76                                                         | Sydney Pickrem 2 min 14 s 36                                                                        |
| 400 m                  | Ella Eastin 4 min 40 s 02                                                                        | Becca Mann 4 min 40 s 26                                                          | Emily Overholt 4 min 42 s 03                                                                        |
| Relais                 |                                                                                                  |                                                                                   | |
| 4 × 100 m nage libre   | Russie Mariya Baklakova Rozaliya Nasretdinova Valeriia Kolotushkina Daria Ustinova 3 min 41 s 40 | Australie Chelsea Gillett Shayna Jack Georgia Miller Jemma Schlicht 3 min 43 s 03 | États-Unis Cierra Runge Kathryn McLaughlin Alexandra Meyers Mary Schneider 3 min 43 s 04            |
| 4 × 200 m nage libre   | États-Unis Quinn Carrozza Kathryn McLaughlin Katie Drabot Cierra Runge 7 min 59 s 42             | Australie Chelsea Gillett Shayna Jack Remy Fairweather Alanna Bowles 8 min 3 s 07 | Russie Mariya Baklakova Valeriia Kolotushkina Valeriia Salamatina Anastasia Guzhenkova 8 min 5 s 45 |
| 4 × 100 m quatre nages | Russie Daria Ustinova Anna Belousova Svetlana Chimrova Rozaliya Nasretdinova 4 min 4 s 48        | Royaume-Uni Jessica Fullalove Sophie Taylor Emma Day Grace Vertigans 4 min 5 s 42 | États-Unis Kathleen Baker Olivia Anderson Courtney Weaver Cierra Runge 4 min 5 s 76                 |

### Garçons
| Épreuves               | Or                                                                  | Argent                                                                           | Bronze                                                                       |
| Nage libre             | Nage libre                                                          | Nage libre                                                                       | Nage libre                                                                   |
| ---------------------- | ------------------------------------------------------------------- | -------------------------------------------------------------------------------- | ---------------------------------------------------------------------------- |
| 50 m                   | Luke Percy 22 s 14                                                  | Evgeny Sedov 22 s 19                                                             | Caeleb Dressel 22 s 22                                                       |
| 100 m                  | Caeleb Dressel 48 s 97                                              | Luke Percy 49 s 06                                                               | Evgeny Sedov 49 s 47                                                         |
| 200 m                  | Mackenzie Horton 1 min 47 s 55                                      | James Guy 1 min 48 s 18                                                          | Andrea Mitchell D'Arrigo 1 min 48 s 28                                       |
| 400 m                  | Mackenzie Horton 3 min 47 s 12                                      | James Guy 3 min 48 s 05                                                          | Jan Micka 3 min 48 s 32                                                      |
| 800 m                  | Mackenzie Horton 7 min 45 s 67                                      | James Guy 7 min 56 s 33                                                          | Paweł Furtek 7 min 58 s 33                                                   |
| 1 500 m                | Mackenzie Horton 14 min 56 s 60                                     | James Guy 15 min 8 s 43                                                          | Paweł Furtek 15 min 17 s 48                                                  |
| Dos                    |                                                                     |                                                                                  |                                                                              |
| 50 m                   | Grigoriy Tarasevich 25 s 44                                         | Carl-Louis Schwarz 25 s 76                                                       | Michail Kontizas 25 s 90                                                     |
| 100 m                  | Apóstolos Chrístou 54 s 87                                          | Danas Rapšys 55 s 24                                                             | Grigoriy Tarasevich 54 s 33                                                  |
| 200 m                  | Luca Mencarini 1 min 57 s 92                                        | Keita Sunama 1 min 58 s 21                                                       | Connor Green 1 min 58 s 42                                                   |
| Brasse                 |                                                                     |                                                                                  |                                                                              |
| 50 m                   | Peter John Stevens 27 s 98                                          | Kōhei Gotō 28 s 09                                                               | Vsevolod Zanko 28 s 18                                                       |
| 100 m                  | Ilya Khomenko 1 min 0 s 88                                          | Vsevolod Zanko 1 min 1 s 10                                                      | Kohei Goto 1 min 1 s 39                                                      |
| 200 m                  | Aleksandr Palatov 2 min 10 s 75                                     | Dávid Horváth 2 min 11 s 95                                                      | Mikhail Dorinov 2 min 12 s 11                                                |
| Papillon               |                                                                     |                                                                                  |                                                                              |
| 50 m                   | Cameron Jones 23 s 96                                               | Dylan Carter 23 s 98                                                             | Takaya Yasue 24 s 01                                                         |
| 100 m                  | Takaya Yasue 53 s 01                                                | Pedro Vieira 53 s 17                                                             | Matthew Josa Justin Lynch 53 s 27                                            |
| 200 m                  | Andrew Seliskar 1 min 56 s 42                                       | Masato Sakai 1 min 56 s 82                                                       | Aleksandr Kudashev 1 min 58 s 57                                             |
| Quatre nages           |                                                                     |                                                                                  |                                                                              |
| 200 m                  | Joseph Bentz 1 min 59 s 44                                          | Semen Makovich 1 min 59 s 50                                                     | Keita Sunama 1 min 59 s 74                                                   |
| 400 m                  | Joseph Bentz 4 min 14 s 97                                          | Semen Makovich 4 min 15 s 89                                                     | Keita Sunama 4 min 17 s 67                                                   |
| Relais                 |                                                                     |                                                                                  |                                                                              |
| 4 × 100 m nage libre   | Luke Percy Regan Leong Blake Jones Mackenzie Horton 3 min 16 s 96   | Paul Powers Brett Ringgold Kyle Gornay Caeleb Dressel 3 min 19 s 21              | Evgeny Sedov Ivan Kuzmenko Daniil Melyanenkov Sergey Tarkhanov 3 min 19 s 57 |
| 4 × 200 m nage libre   | Matthew Johnson Max Litchfield Caleb Hughes James Guy 7 min 15 s 36 | Isaac Jones Regan Leong Jack McLoughlin Mackenzie Horton 7 min 15 s 82           | Blake Pieroni Joseph Bentz Caeleb Dressel Alexander Katz 7 min 17 s 67       |
| 4 × 100 m quatre nages | Keita Sunama Kohei Goto Takaya Yasue Toru Maruyama 3 min 38 s 13    | Grigoriy Tarasevich Vsevolod Zanko Aleksandr Kudashev Evgeny Sedov 3 min 38 s 72 | Christopher Reid Jarred Crous Ryan Coetzee Caydon Muller 3 min 42 s 01       |

### Mixte
| Épreuves               | Or                                                                         | Argent                                                                           | Bronze                                                                          |
| Relais                 | Relais                                                                     | Relais                                                                           | Relais                                                                          |
| ---------------------- | -------------------------------------------------------------------------- | -------------------------------------------------------------------------------- | ------------------------------------------------------------------------------- |
| 4 × 100 m nage libre   | Georgia Miller Shayna Jack Regan Leong Luke Percy 3 min 28 s 74            | Caeleb Dressel Paul Powers Mary Schneider Cierra Runge Paul Powers 3 min 29 s 56 | Evgeny Sedov Ivan Kuzmenko Rozaliya Nasretdinova Mariya Baklakova 3 min 29 s 94 |
| 4 × 100 m quatre nages | Evgeny Sedov Svetlana Chimrova Vsevolod Zanko Daria Ustinova 3 min 48 s 89 | Eva Gliožerytė Povilas Strazdas Rūta Meilutytė Danas Rapsys 3 min 52 s 52        | Caeleb Dressel Kathryn McLaughlin Joseph Bentz Kathleen Baker 3 min 52 s 63     |

## Tableau des médailles
| Rang  | Nation             | Or | Argent | Bronze | Total |
| ----- | ------------------ | -- | ------ | ------ | ----- |
| 1     | Australie          | 10 | 6      | 2      | 18    |
| 2     | États-Unis         | 9  | 7      | 12     | 28    |
| 3     | Russie             | 9  | 8      | 9      | 26    |
| 4     | Lituanie           | 4  | 3      | 0      | 7     |
| 5     | Japon              | 2  | 3      | 5      | 10    |
| 6     | Italie             | 2  | 1      | 3      | 6     |
| 7     | Royaume-Uni        | 1  | 6      | 2      | 9     |
| 8     | Ukraine            | 1  | 2      | 1      | 4     |
| 9     | Grèce              | 1  | 0      | 1      | 2     |
| 9     | Hong Kong          | 1  | 0      | 1      | 2     |
| 11    | Nouvelle-Zélande   | 1  | 0      | 0      | 1     |
| 11    | Slovénie           | 1  | 0      | 0      | 1     |
| 13    | Hongrie            | 0  | 3      | 0      | 3     |
| 14    | Allemagne          | 0  | 1      | 0      | 1     |
| 14    | Brésil             | 0  | 1      | 0      | 1     |
| 14    | Trinité-et-Tobago  | 0  | 1      | 0      | 1     |
| 17    | Canada             | 0  | 0      | 2      | 2     |
| 17    | Pologne            | 0  | 0      | 2      | 2     |
| 17    | République tchèque | 0  | 0      | 2      | 2     |
| 20    | Afrique du Sud     | 0  | 0      | 1      | 1     |
| Total | Total              | 42 | 42     | 43     | 127   |